# Tadworth
Tadworth – wieś w Anglii, w hrabstwie Surrey, w dystrykcie Reigate and Banstead. Leży 25 km na południe od centrum Londynu.